# Miki Sugimoto
Miki Sugimoto (jap. 杉本 美樹, Sugimoto Miki, bürgerlich: Nobuko Abe (安部 信子, Abe Nobuko); * 28. Januar 1953 in Chigasaki, Präfektur Kanagawa als Nobuko ??? (西海 信子)) ist eine japanische Schauspielerin, die vor allem durch ihre Rollen als jugendliche Straftäterin in japanischen Action-/Erotikfilmen Bekanntheit erlangte. In den 1970er-Jahren prägte und dominierte sie gemeinsam mit ihren Kolleginnen Reiko Ike und Reiko Oshida die Genreproduktionen des japanischen Filmstudios Tōei. Des Weiteren gilt sie neben Meiko Kaji und Etsuko Shiomi zu den bekanntesten japanischen Exploitation-Darstellerinnen ihrer Zeit.

## Leben und Werk
Als Model und Persönlichkeit des japanischen Fernsehens wandte Sugimoto sich 1971 dem Film zu und debütierte an der Seite von Reiko Ike in Norifumi Suzukis Onsen mimizu geisha. Die beiden traten in der Folge in einer Reihe von sogenannten Pinky-Violence-Filmen, Tōeis hauseigenen Pink-Eiga-Streifen auf, in denen sie auch freizügige Szenen hatte. So standen Sugimoto und Ike beispielsweise als Rivalinnen in mehreren Sukeban-Filmen vor der Kamera, als auch in zwei von vier Inszenierungen der Kyofu Joshi Koko-Reihe. Ihre bekannteste Rolle verkörperte sie als rotgekleidete Untercover-Polizistin Rei in dem Erotikthriller Der Tiger von Osaka (1974). Nach weiteren Filmaufgaben, zog sich die Schauspielerin aus dem Filmgeschäft zurück und heiratete 1978 einen ehemaligen Schulfreund.

## Filmografie
- 1971: Onsen Mimizu Geisha (温泉みみず芸者)
- 1971: Sukeban Blues: Mesubachi no Gyakushū (女番長ブルース　牝蜂の逆襲)
- 1971: Gendai Yakuza: Chizakura San-kyōdai (現代やくざ　血桜三兄弟)
- 1972: Sukeban Blues: Mesubachi no Chōsen (女番長ブルース　牝蜂の挑戦)
- 1972: Tokugawa Sex Kinshi-rei: Shikijō Daimyō (徳川セックス禁止令　色情大名)
- 1972: Onsen Suppon Geisha (温泉スッポン芸者)
- 1972: Sukeban Guerilla (女番長ゲリラ, Sukeban gerira)
- 1972: Kyōfu Joshikōkō: Onna Bōryoku Kyōshitsu (恐怖女子高校　女暴力教室)
- 1972: Ero-Shōgun to Nijūichi-nin no Aishō (エロ将軍と二十一人の愛妾)
- 1973: Sukeban (女番長)
- 1973: Teppōdama no Bigaku (鉄砲玉の美学)
- 1973: Kyōfu Joshikōkō: Bōkō Rinchi Kyōshitsu (恐怖女子高校　暴行リンチ教室)
- 1973: Sukeban: Kankain Dassō (女番長女番長 感化院脱走)
- 1973: Zenka Onna: Koroshi Bushi (前科おんな　殺し節)
- 1974: Der Tiger von Osaka (0課の女 赤い手錠, Zero-ka no Onna: Akai Wappa)
- 1975: Matsuri no Jumbi (祭りの準備)
- 1976: Bōsō Panic: Daigekitotsu (暴走パニック 大激突)
- 1977: Kuroki Tarō no Ai to Bōken (黒木太郎の愛と冒険)